# Piptadenia weberbaueri
Piptadenia weberbaueri es una especie de planta con flor leguminosa en la subfamilia Mimosoideae.
Es endémica de Perú. Los especímenes fueron recolectados en 1916, en el  valle del Marañón, arriba de La Viña, a 1900-2000 m s. n. m.

## Fuente
- World Conservation Monitoring Centre 1998.  Piptadenia weberbaueri.   2006 IUCN Lista Roja de Especies Amenazadas; bajdo 19 de julio de 2007